# QV66

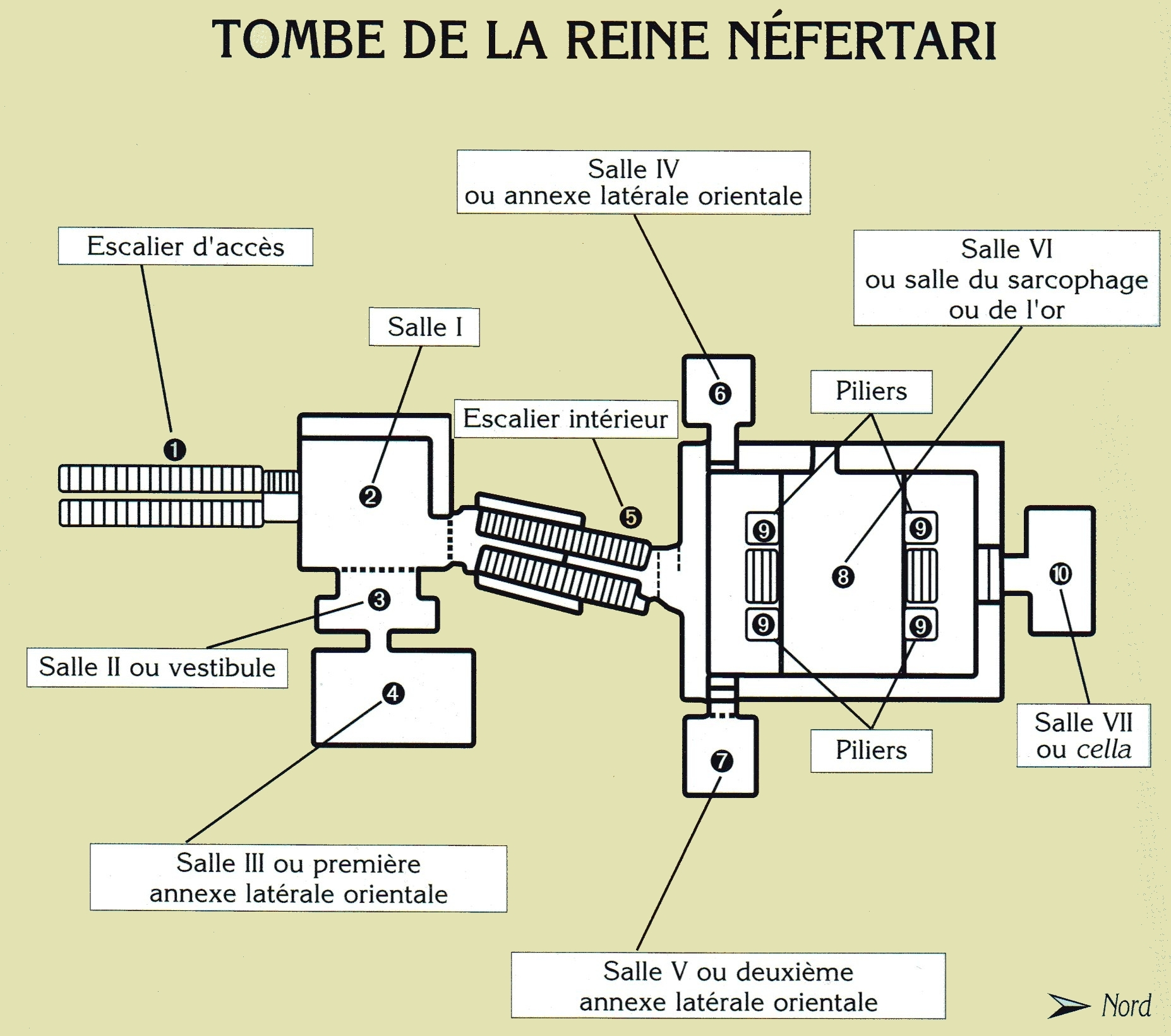
Plan von QV66 (mit französischer Beschriftung)

QV66, das Felsengrab der Nefertari, der Großen königlichen Gemahlin Ramses' II. (19. Dynastie), ist das bedeutendste Grab im Tal der Königinnen. Das Grab ist die erste vollständig dekorierte Anlage im Tal der Königinnen und bildet den Höhepunkt in der Entwicklung des ägyptischen Königinnengrabes. Die Bedeutung des Grabes wird durch die prächtigen Wandmalereien besonders hervorgehoben. Einige Motive wurden sogar direkt dem Bildprogramm der Königsgräber entnommen, wodurch es sich weit über die Stufe der Beamten- und Prinzengräber hinaushebt.

## Entdeckung
Das Grab wurde 1904 von Ernesto Schiaparelli, der zwischen 1903 und 1905 erste systematische Ausgrabungen im Tal der Königinnen durchführte, entdeckt. Nachdem der verschüttete Eingang freigelegt worden war, fand er das Grab offen vor, ohne Überreste der antiken Schließung, womit klar war, dass ihm Grabräuber zuvorgekommen waren. Die wenigen Funde, die er bergen konnte, überführte er in das von ihm geleitete Museo Egizio in Turin, wo sie noch heute zu sehen sind.
In der Sargkammer fand Schiaparelli als bedeutendstes Objekt den von Plünderern gesprengten Sarkophagdeckel, dessen Fragmente sich größtenteils wieder zusammensetzen ließen. Hier fand er auch einen Djed-Pfeiler, der sich in einer von vier Wandnischen befand. Zu den anderen Funden zählen zahlreiche Uschebtis, ein Paar Sandalen aus Palmbast, zwei gewölbte Kästchendeckel und ein Knauf aus blauer Fayence, der die Namenskartusche von Pharao Eje, dem Nachfolger Tutanchamuns aus der ausgehenden 18. Dynastie, trägt.

## Architektur
Die konzeptionelle Grundlage des Felsgrabes bildet ein Zweikammer-System, das durch umfangreiche Erweiterungen jedoch auf zwei axial aufeinander ausgerichtete Raumkomplexe ausgedehnt wurde.
Die Hauptachse des Grabes vom Eingang zur Sarkophagkammer orientiert sich (nach den real-geographischen Himmelsrichtungen) von Süden nach Norden, was scheinbar in Widerspruch zur ägyptischen Ideologie steht, nach der eine Sarkophagkammer im Westen zu liegen hat. Die Szenen orientieren sich meist an den idealtypischen Himmelsrichtungen, es gibt aber auch eine Einbindung der real-geographischen Himmelsrichtung in die Konzeption des Dekorationsprogrammes.
Wie in seiner eigenen Grabanlage (KV7) hatte Ramses II. auch bei Nefertari eine leicht „geknickte“ Form in der Gestaltung der Grabachse gewählt, was in der Zeit vor Echnaton üblich war. Dieser Knick ist ein einzigartiges architektonisches Element im Tal der Königinnen. Erik Hornung deutet dies folgendermaßen:
„Diese Übereinstimmung kann weder dem Zufall noch technischem Unvermögen entspringen, sondern muss als Reaktion auf die geraden Grabachsen der Amarnazeit verstanden werden, durch die man das Sonnenlicht möglichst direkt in das Reich der Toten holen wollte, während man jetzt noch einmal den gekrümmten Raum des Jenseits nachahmt.“
Heike Schmidt sieht in dieser Verschiebung aber auch rein praktische Gründe:
„Die Verschiebung der Hauptachse ist pragmatisch durch die thematische Trennung des Süd-Nord von dem Ost-West orientierten Raumkomplex bedingt. Die symmetrische Ausarbeitung der beiden Komplexe musste zwangsläufig zu einer Achsenverschiebung führen, da der zur Hauptachse gehörige Korridor nicht von einem der Räume der Nord-Süd-Achse ausgehen sollte.“
Eine weitere Besonderheit des Grabes ist, dass es Pfeiler besitzt. Kein früheres Grab im Tal der Königinnen weist Pfeiler auf. Auch im Tal der Könige sind Pfeiler, von wenigen Ausnahmen abgesehen, nur den königlichen Gräbern vorbehalten.

## Text- und Bildprogramm
Als Königin durfte Nefertari keine königlichen Totentexte benutzen, sondern wählte Entsprechungen aus dem Totenbuch, dessen Sprüche und Illustrationen für jedermann zum jenseitigen Gebrauch verfügbar waren und auch in den Beamtengräbern jener Zeit viel benutzt wurden. Einige Motive sind aber auch direkt dem Bildprogramm der Königsgräber entnommen und heben sie damit über die Stufe der Beamten- und Prinzengräber weit hinaus. Dazu gehört vor allem die Gestaltung der Decke als gestirnter Himmel, was man seit dem Alten Reich nur in königlichen Gräbern findet und die Vorstellung eines für den König bestimmten Jenseits verkörpert. Auch die Darstellungen der Wappenpflanzen von Ober- und Unterägypten (Lotos und Papyrus und der Göttin Maat) gehören eigentlich nur in ein Königsgrab.
Die Wandgemälde des Grabes folgen einem bestimmten ikonografischen Programm. Es wird die Reise der Verstorbenen anhand von zwei Achsen dargestellt: Die erste Achse ist auf das Innere des Grabs orientiert (religiöser Westen), wo sie ins Reich des Osiris gelangt; die zweite Achse richtet sich nach außen (religiöser Osten), wo sie regeneriert und zum Licht des Re zurückkehrt. Mit ihrem Einzug in das „Haus der Ewigkeit“ begibt sich Nefertari somit auf eine lange Reise und gelangt, nachdem sie alle Hindernisse erfolgreich überwunden hat, ins Reich des Totengottes Osiris. Ihre Rückkehr zum Licht spielt sich in umgekehrter Reihenfolge ab, in der sich der Übergang von ihrem Zustand als Osiris in den des Re vollzieht. Der Höhepunkt dieser Reise findet in der Vorhalle statt, wo das „Herausgehen am Tage“ der glorifizierten und mit der am Horizont auftauchenden Sonne verschmolzenen Königin stattfindet.

## Rettung der Wandgemälde
Das schlechte poröse Gestein, in welches das Grab der Nefertari hineingeschlagen ist, aber auch Einwirkungen von Wasser und den darin gelösten Salzen haben dazu geführt, dass sein Bildschmuck schwer in Mitleidenschaft gezogen worden ist und sich zuletzt ganze Verputzplatten mit farbigem Dekor von den Wänden zu lösen drohten.
Seit September 1985 bemühten sich die Ägyptische Altertümerverwaltung und das Getty Conservation Institute (GCI) in Malibu um die Rettung der gefährdeten Malereien, die bereits zu diesem Zeitpunkt zu rund 20 Prozent unwiederbringlich zerstört waren. Die großangelegte Aktion fand ihren Abschluss nach siebenjähriger Forschungs- und fünfjähriger Restaurierungsarbeit im Frühjahr 1992.

## Fotos

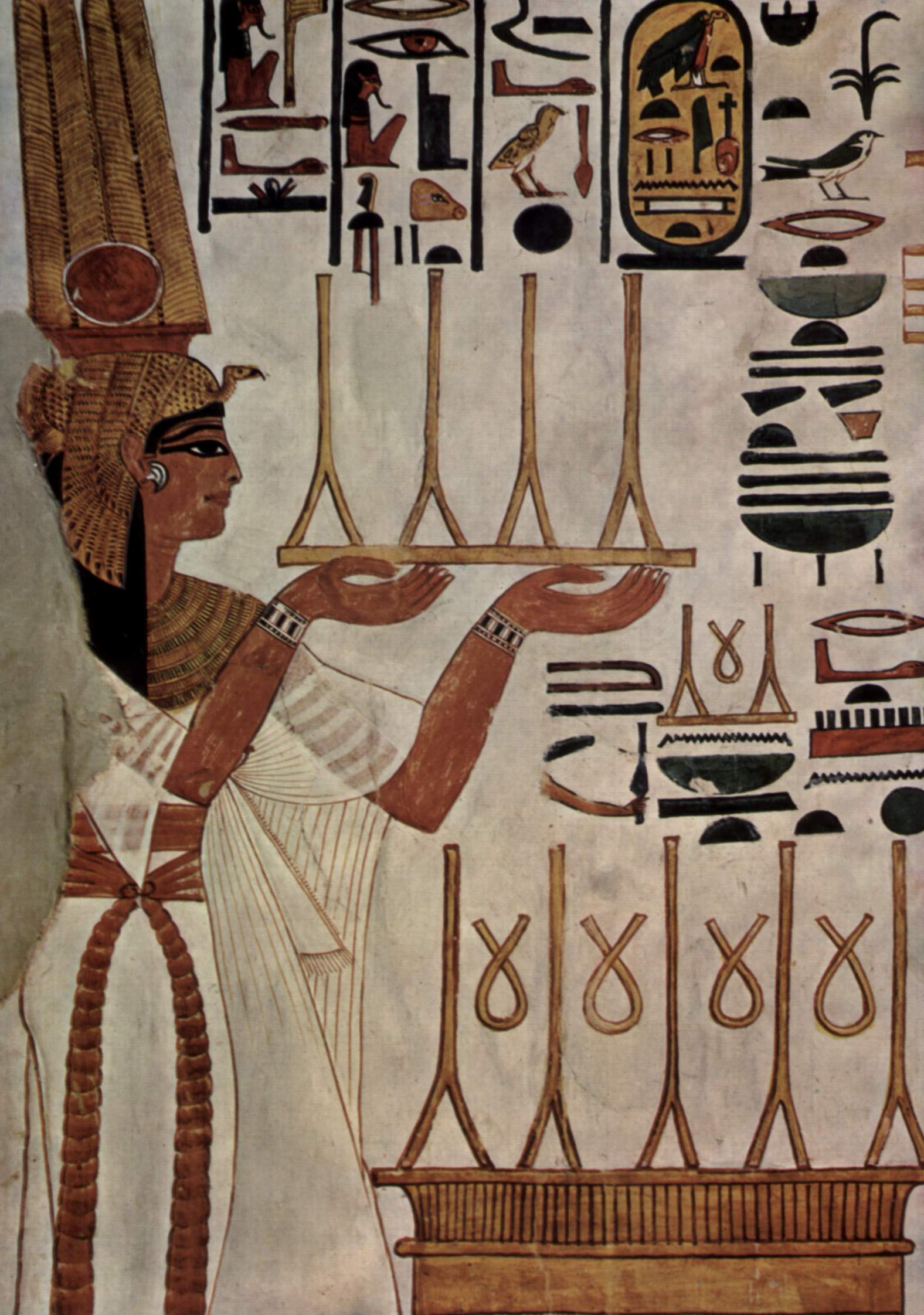
Die Königin Nefertari beim Opfer
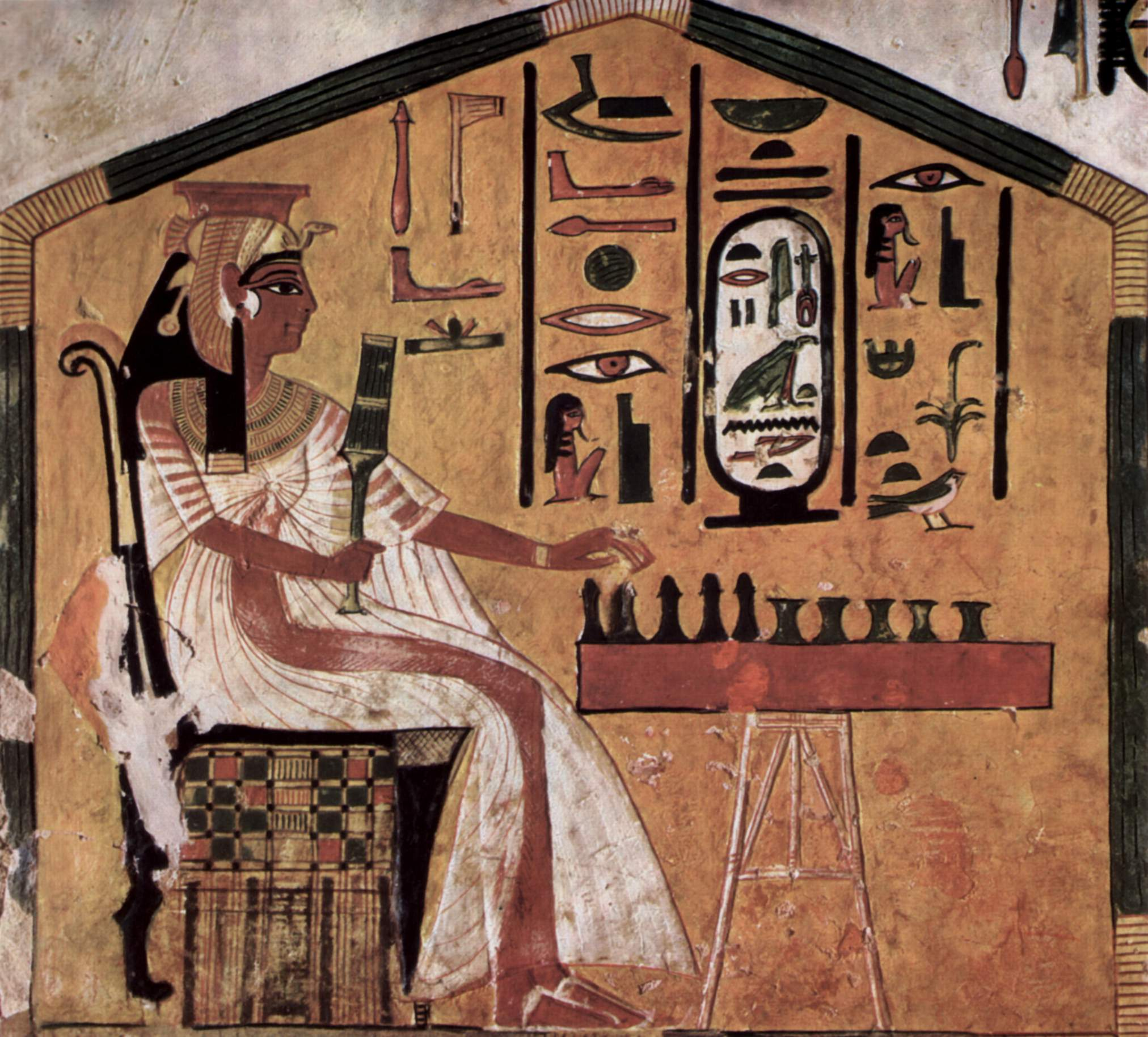
Die Königin Nefertari beim Senetspiel
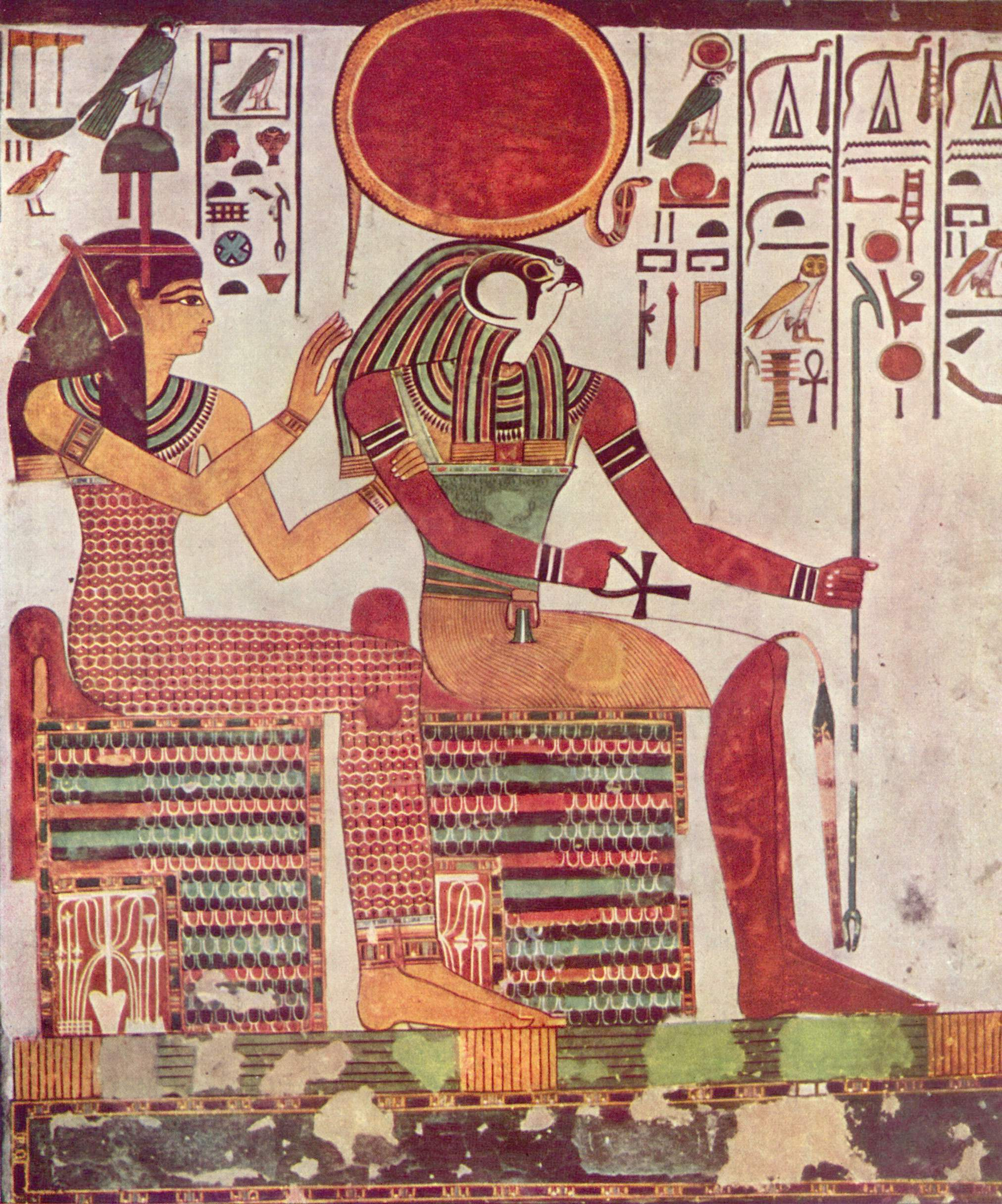
Der Gott Re-Harachte und die Göttin Hathor
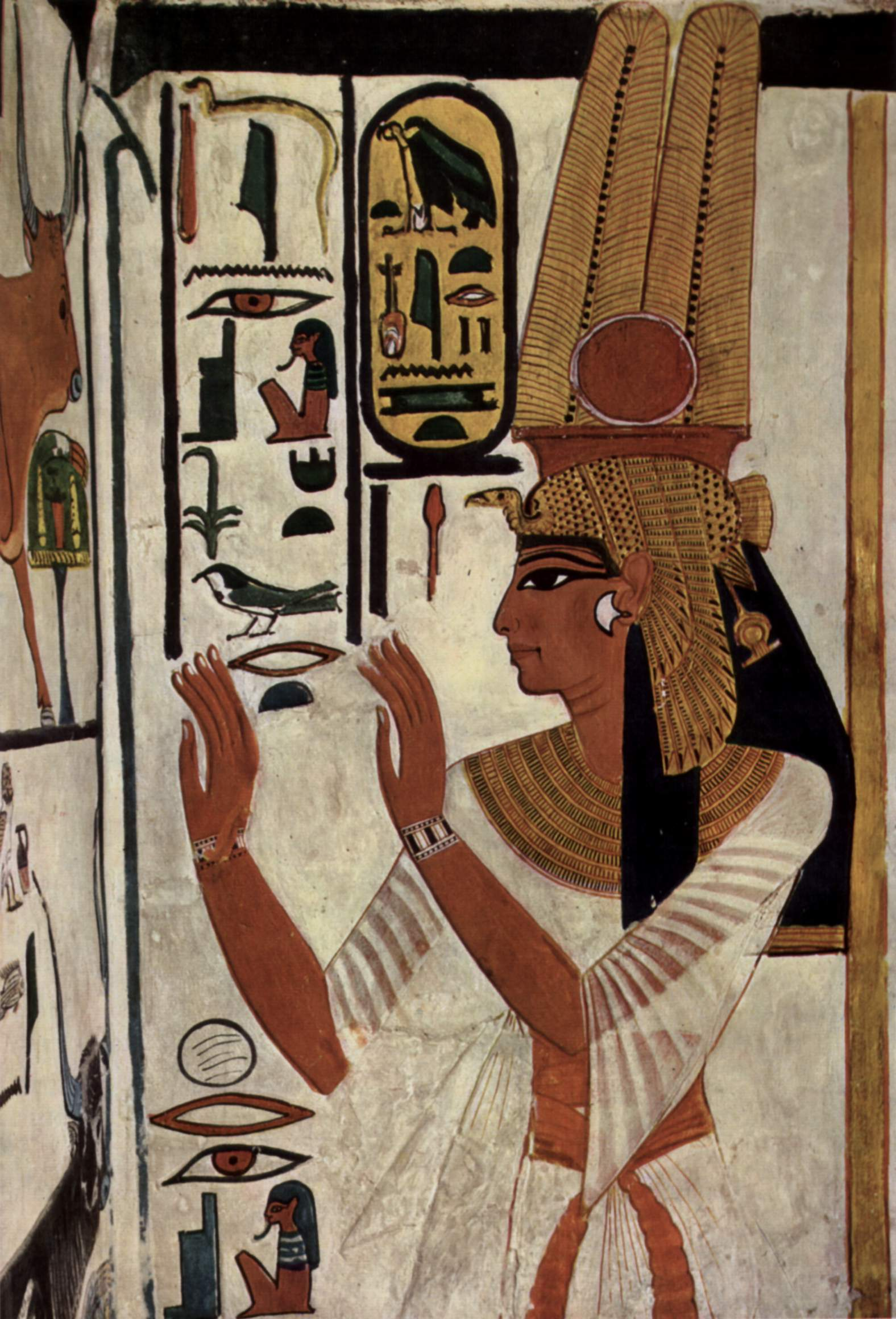
Die Königin Nefertari in Gebetshaltung